# Gruppo Sportivo Hockey Pordenone 1979-1980
Questa voce raccoglie le informazioni riguardanti il Gruppo Sportivo Hockey Pordenone nelle competizioni ufficiali della stagione 1979-1980.

## Maglie e sponsor
Lo sponsor ufficiale per la stagione 1979-1980 fu la Akai.
| 1ª divisa |

## Rosa
| N° | Naz.              | Ruolo | Sportivo           |  |  |  |
| -- | ----------------- | ----- | ------------------ |  |  |  |
|    | Italia (bandiera) | E     | Buttignol          |  |  |  |
|    | Italia (bandiera) | E     | Corsini            |  |  |  |
|    | Italia (bandiera) | E     | Luciano Dall'Acqua |  |  |  |
|    | Italia (bandiera) | E     | Maurizio Kalik     |  |  |  |
|    | Italia (bandiera) | E     | Carlo Koessler     |  |  |  |
|    | Italia (bandiera) | P     | Antonio Pellegrini |  |  |  |
|    | Italia (bandiera) | E     | Antonio Toffolon   |  |  |  |
|    | Italia (bandiera) | P     | Sergio Vaccher     |  |  |  |

- Allenatore:  Sergio Vaccher